# Stora Tuna-dräkten

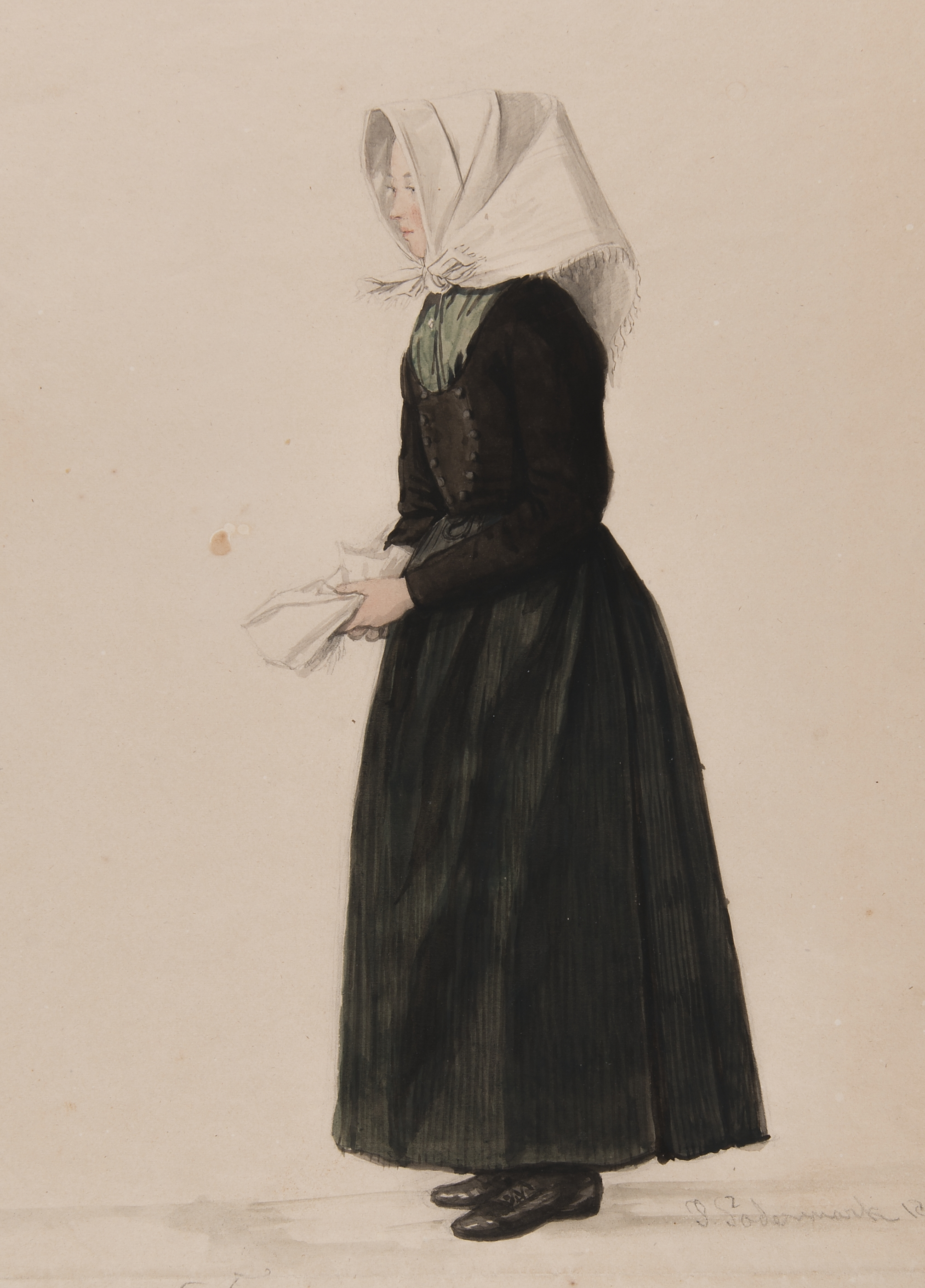
Kvinna i dräkt. Akvarell av P.Södermark - Nordiska museet - NMA.0070063

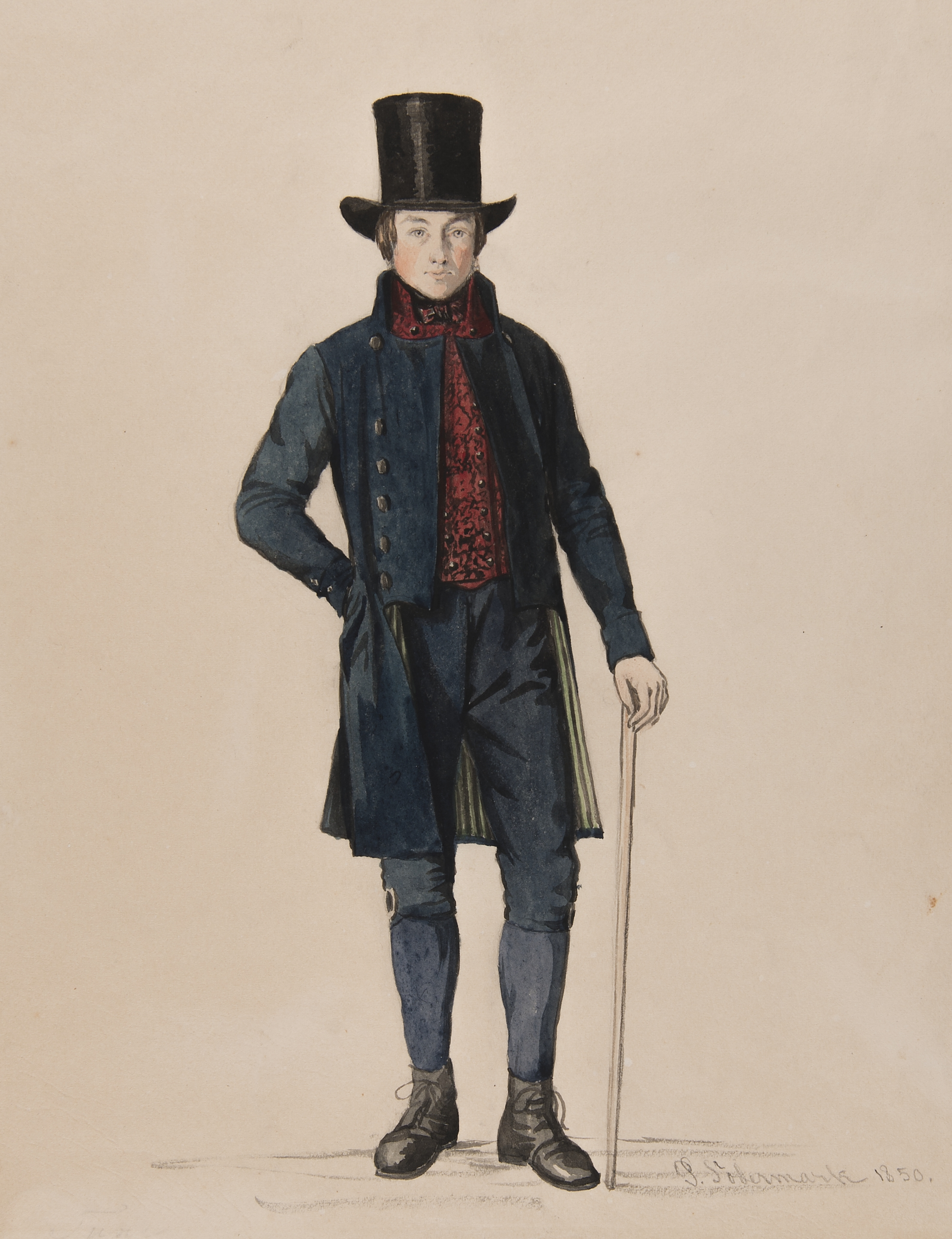
Man i dräkt. Akvarell av P.Södermark 1850 - Nordiska museet - NMA.0070062

Stora Tunadräkten är en folkdräkt (eller bygdedräkt) från Stora Tuna socken i Dalarna.
Stora Tuna är en av de socknar i södra Dalarna med rikast dräkttradition. Redan på mitten av 1700-talet var Tunadräkten omtalad för sin mångfald. År 1910 togs initiativ från Fornby folkhögskola att återuppta flera dräktvarianter.

## Kvinnodräkt
Dräkten består av:
- kjol - randiga och har djupa veck lagda bakåt.
- livstycke - i ylle, tryckt kattun och siden
- förkläde - i tryckt kattun eller randigt handvävt halvylletyg
- överdel - i hellinne, slutar en bit ovanför midjan
- bindmössa - i siden med broderi, i tryckt kattun med broackad mfl
- kjolsäck - i ylle med mönster broderat med kedjesöm
- särk - i hellinne bärs alltid under hela dräkten

## Mansdräkt
Dräkten består av:
- knäbyxor - blå
- väst - dubbelknäppt med ståkrage
- strumpor - blå
- långrock - blå och dubbelknäppt med frckurskärning
- huvudbonad - svart hög hatt till långrock